# Csap címere

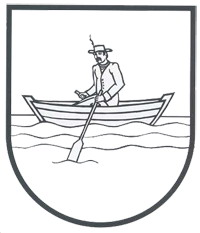
Csap régi címere

Csap új címere

Csap (ukránul Чоп (Csop / Chop), szlovákul Čop (Csop)): járási jogú város a mai Ukrajnában, Kárpátalján.
A városnak két címere ismert. A régi címere, amelyet 1945 előtt használtak és a jelenlegi, amit 2003-ban fogadtak el. A szovjet időszakban (1945-91) a városnak nem volt hivatalosan használt címere.

## Csap régi címere
Kerek talpú pajzs. A pajzs címerképén egy ember ül a csónakban a Tiszán, amely utal a település földrajzi helyzetére.

## Csap új címere
Kerek talpú pajzs, amelyet egy függőleges vágással két részre osztottak. A felső rész a pajzs 2/3-ot, míg az alsó rész csak 1/3-ot teszi ki. A pajzs felső részének címerképe kék háttéren két aranyszínű keresztbe helyezett kulcs, és egy vasúti kerék szárnyakkal. A két kulcs a város fontos földrajzi fekvésére utal, mint határváros. A vasút szimbóluma a vasút fontosságára utal a település életében. Az alsó címerkép fehér háttéren két kék hullámos pólyát ábrázol. A két pólya utalás a Tisza és a Latorca folyókra.
A címer külső díszei a korona és a címerpalást.